# Dilortomaeus setulosus
Dilortomaeus setulosus är en skalbaggsart som beskrevs av Schmidt 1908. Dilortomaeus setulosus ingår i släktet Dilortomaeus och familjen Aphodiidae. Inga underarter finns listade i Catalogue of Life.